# Mallosia scovitzi
Mallosia scovitzi är en skalbaggsart. Mallosia scovitzi ingår i släktet Mallosia och familjen långhorningar.

## Underarter
Arten delas in i följande underarter:
- M. s. scovitzi
- M. s. interrupta
- M. s. devexula